# Runa Khan

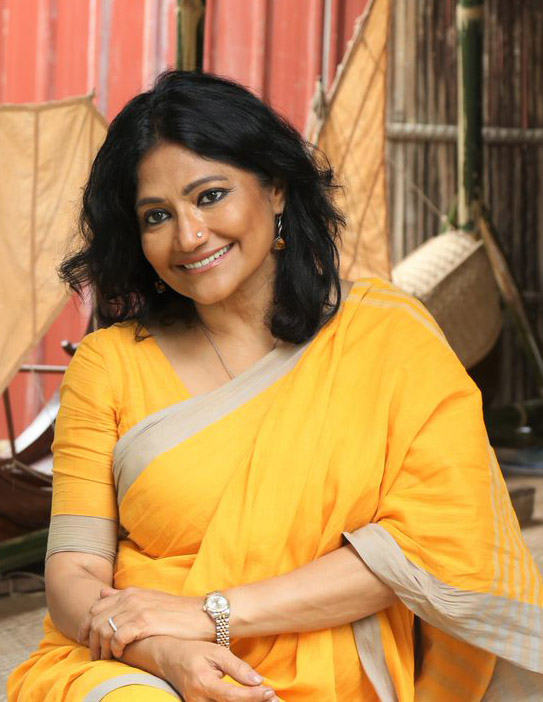
Runa Khan

Runa Khan (bengalisch রুনা খান, geb. 17. November 1958 in Dhaka, Ostpakistan) ist eine bangladeschische Sozialunternehmerin. Sie ist die Gründerin der Organisation Friendship, die Klimamigranten Hilfe anbietet.

## Leben
Khan entstammt einer Familie von Sultanen, den ursprünglich aus Afghanistan stammenden Karrani, die im 16. Jahrhundert die letzten Sultane von Bengalen waren, als das Gangesdelta ein mächtiges und wohlhabendes Königreich mit intellektuellem Einfluss war. Sie wurde als erstes von drei Kindern von Alimur Rahman Khan und Saleha Banu Panni geboren. Sie hat einen Bruder, Farid ur Rahman Khan, und eine Schwester, Ayesha Taasin Khan, die Rechtsanwältin ist und bei Friendship als Direktorin und Leiterin von Inclusive Citizenship arbeitet. Sie ist die Enkelin von Mehedi Ali Khan Panni, dem Patriarchen einer alten und angesehenen muslimischen Zamindaar-Familie in Bengalen. Sie sagte einmal über ihre Kindheit: „Meine Großeltern kamen aus sehr privilegierten Verhältnissen. Wir waren nicht sehr reich, aber wir lebten außerhalb der Armut.“ Sie verbrachte ihre frühe Kindheit in Dhaka und war an der Dhaka Preparatory School und später an der Farmview International School eingeschrieben. Sie studierte Geografie am Lady Brabourne College in Kalkutta und schloss später ihren Bachelor in Geisteswissenschaften am Eden Mohila College in Dhaka ab.
Bereits 1988 eröffnete sie mit Mitte 20 eine Boutique für einheimische Kunsthandwerker namens Mearee, die Arbeit für die Migrantengemeinschaften in Bihari bot. 1992 stieg sie in das Druck- und Verlagsunternehmen ihrer Familie ein und übernahm die Leitung und Verwaltung der ältesten Druckerei Bangladeschs, Eden Press. 1995 war sie Mitglied des Lehrerausschusses, der von UNICEF mit der Ausbildung staatlicher Schullehrer in ländlichen Gebieten Bangladeschs beauftragt wurde. 1995 gründete Runa Technologies and Realtors Limited (TRL), ein Sicherheits- und Dienstleistungsunternehmen, als einzige Frau zu dieser Zeit, die 140 Wachen, darunter ehemalige Armeekader, und weitere 50 Arbeiter leitete. Mitte der 1990er-Jahre war sie Mitbegründerin von Contic Cruises, einem Tourismusunternehmen, das für seine Arbeit bei der Restaurierung von Holzbooten für Flusskreuzfahrten auf authentischen Booten aus Bengalen bekannt ist.

## Wirken
Khan gilt als eine symbolische Persönlichkeit des sozialen Unternehmertums in Bangladesch. Khan ist die Gründerin von Friendship, einer internationalen Organisation für soziale Zwecke, die seit 20 Jahren jährlich über 7 Millionen Klimamigranten mit einem integrierten Lösungsansatz betreut und ihnen hilft, ihr Leben zu verändern, indem sie ihnen Chancen, Würde und Hoffnung bietet. Friendship verwaltet Krankenhausschiffe, mit denen Menschen in abgelegenen Orten versorgt werden können. Dieses Modell hat sich mittlerweile zu einer Erfolgsgeschichte unter den Gesundheitsversorgungsmodellen für Benachteiligte in Bangladesch entwickelt.

## Auszeichnungen
Sie hat zahlreiche Auszeichnungen erhalten, darunter den Rolex-Preis für Unternehmungsgeist und den Schwab Social Entrepreneurship Award.